# Кабретон
Кабретон (фр. Capbreton) је насељено место у Француској у региону Аквитанија, у департману Ланд.
По подацима из 2011. године у општини је живело 8087 становника, а густина насељености је износила 371,82 становника/km².

## Демографија
| 1962. | 1968. | 1975. | 1982. | 1990. | 2011. |
| ----- | ----- | ----- | ----- | ----- | ----- |
| 3.688 | 3.937 | 4.263 | 4.456 | 5.089 | 8.087 |